# Andrew Ginther
Andrew James Ginther (Columbus, 27 aprile 1975) è un politico statunitense, sindaco di Columbus dal 2016.

## Biografia
Di lontane origini italiane, Andrew Ginther è nato a Columbus, in Ohio. La madre era un'assistente sociale e il padre un avvocato specializzato in diritto dell'adozione e dell'affidamento.

## Carriera
Nel febbraio 2007, Ginther è stato nominato al consiglio comunale di Columbus per sostituire il dimissionario Matt Habash. È stato eletto per un nuovo mandato come membro del consiglio comunale nel novembre 2007 e il 9 e il 3 gennaio 2011 è stato selezionato per sostituire Michael C. Mentel come presidente del consiglio, diventando, a 35 anni, il più giovane a ricoprire questa carica nella storia della città. Nel 2011 è diventato vicepresidente degli affari comunitari e della sensibilizzazione per l'organizzazione no-profit Children's Hunger Alliance. È rimasto presidente del consiglio comunale fino alla fine del 2015. Dopo aver vinto le elezioni primarie del Partito Democratico, si è candidato per sostituire il sindaco uscente Michael B. Coleman. Nelle elezioni generali del 2016, ha sconfitto Zach Scott con il 59% dei voti. Nel 2023, è stato rieletto sindaco per la terza volta consecutiva.